# True Obsessions
True Obsessions – czwarty album studyjny amerykańskiego gitarzysty Marty’ego Friedmana. Wydawnictwo ukazało się 8 października 1996 roku nakładem wytwórni muzycznej Shrapnel Records.

## Lista utworów
Opracowano na podstawie materiału źródłowego.
1. „Rock Box” (Marty Friedman) - 2:38
2. „Espionage” (Marty Friedman) - 4:30
3. „Last September” (Steve Fontano, Marty Friedman, Stanley Rose) - 4:22
4. „Intoxicated” (Marty Friedman) - 5:56
5. „Shine on Me” (Marty Friedman) - 3:53
6. „Hands of Time” (Marty Friedman) - 4:13
7. „Rio” (Marty Friedman) - 4:32
8. „Live and Learn” (Steve Fontano, Marty Friedman, Stanley Rose) - 4:03
9. „Glowing Path” (Marty Friedman) - 6:21
10. „The Yearning” (Marty Friedman) - 3:46
11. „Farewell” (Marty Friedman) - 5:26

## Twórcy
Opracowano na podstawie materiału źródłowego

- Marty Friedman - gitara rytmiczna, gitara prowadząca, produkcja muzyczna
- Jimmy Haslip - gitara basowa
- Tony Franklin - gitara basowa
- Carmine Appice - perkusja
- Gregg Bissonette - perkusja
- Nick Menza - perkusja
- Brian BecVar - instrumenty klawiszowe
- Stanley Clarke - wokal prowadzący
- Tom Gattis – wokal wspierający
- Steve Fontano - produkcja muzyczna, miksowanie, inżynieria dźwięku
- Alex Wilkinson – orkiestracje, instrumenty perkusyjne
- Zach Blackstone – miksowanie
- Mike Tacci – miksowanie
- Ryan Dorn – inżynieria dźwięku
- Brian Kinkel – inżynieria dźwięku
- Billy Moss – inżynieria dźwięku
- Larry Jacobson – inżynieria dźwięku
- Wally Traugott – mastering